# Progress MS-23
Progress MS-23 (ryska: Прогресс МС-23) eller som NASA kallar den, Progress 84 eller 84P, varr en flygning av en rysk obemannad rymdfarkost som ska leverera förnödenheter, syre, vatten och bränsle till Internationella rymdstationen (ISS). Den sköts upp med en Sojuz-2.1a-raket, från Kosmodromen i Bajkonur, den 24 maj 2023. Några timmar senare dockade den med rymdstationens Pojsk modul.
Farkosten lämnade rymdstationen den 29 november 2023 och brann upp i jordens atmosfär några timmar senare.

### Fotnoter
1. ↑  ”NASA Space Science Data Coordinated Archive” (på engelska). NASA. https://nssdc.gsfc.nasa.gov/nmc/spacecraft/display.action?id=2023-071A. Läst 1 juni 2023.
2. 1 2  ”Russian space program in 2023” (på engelska). Anatoly Zak. 23 maj 2023. http://www.russianspaceweb.com/2023.html. Läst 23 maj 2023.